# Ratpenat murí de Taiwan
El ratpenat murí de Taiwan (Murina puta) és una espècie de ratpenat de la família dels vespertiliònids. És endèmic de Taiwan. Viu als boscos temperats montans i s'alimenta d'insectes.
És un ratpenat de petites dimensions, amb la llargada del cap i del cos entre 59 i 61 mm, la llargada de l'avantbraç entre 30 i 37 mm, la llargada de la cua entre 32 i 36 mm, la llargada del peu entre 10 i 11 mm i la llargada de les orelles entre 17 i 19 mm.
El pelatge és llarg i tou, i s'estén per sobre de les extremitats inferiors i sobre la superfície dorsal de l'uropatagi i la cua. Les parts dorsals són marró-rogenques amb pèls tricolors individuals de base fosca, la part central marró i les puntes rogenques, mentre que les parts ventrals són més clares. El musell és estret, allargat, amb els narius protuberants i tubulars. Els ulls són molt petits. Les orelles són grosses, estan ben separades i tenen la punta arrodonida. El tragus és llarg i puntut. Els peus són petits i estan coberts de pèls. La punta de la llarga cua s'estén lleugerament més enllà de l'ample uropatagi. El calcani és llarg.
La Llista Vermella de la UICN classifica M. puta com a espècie en risc mínim.